# Amt Braubach

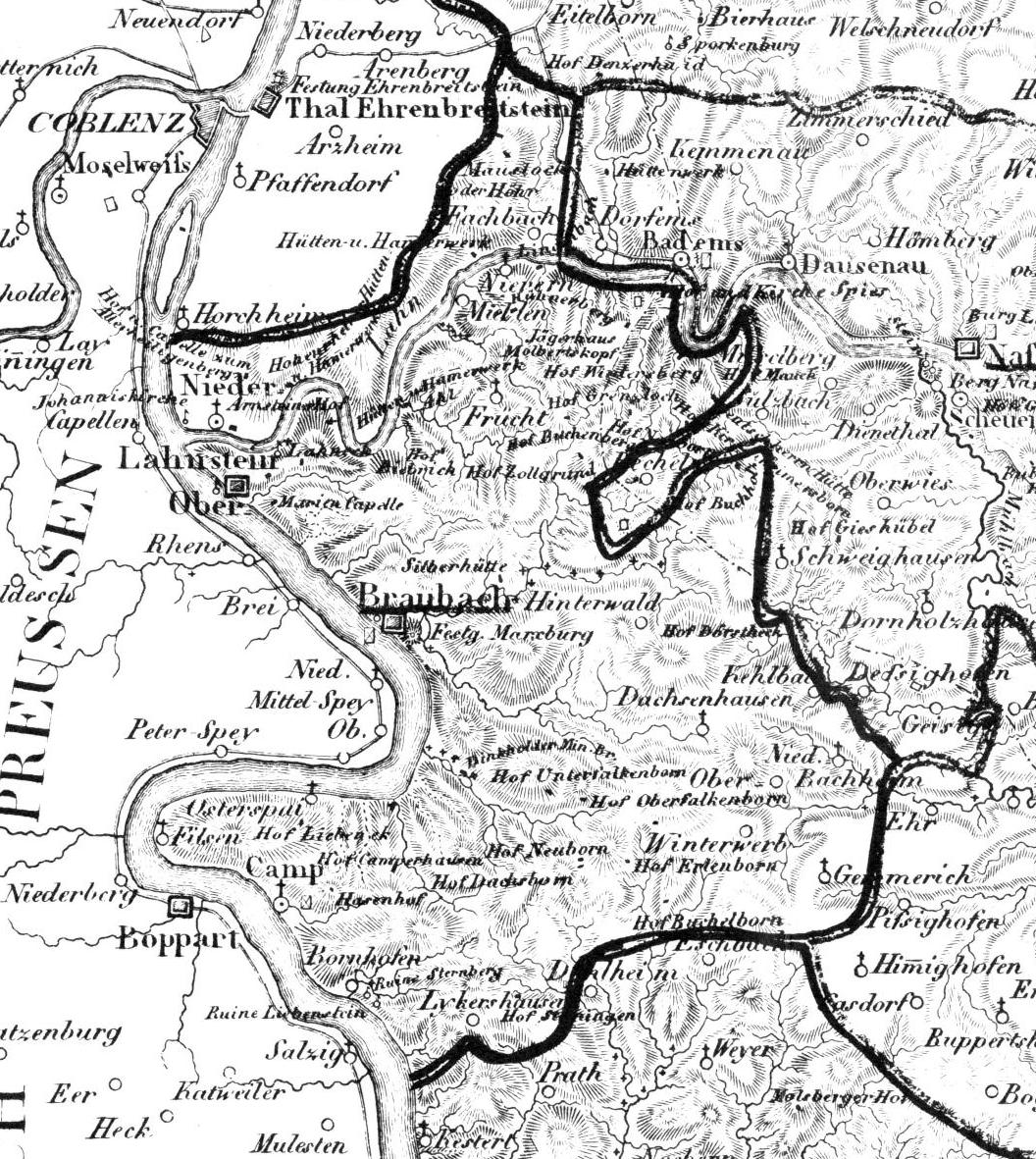
Karte des Amtes Braubach 1828

Das Amt Braubach mit Sitz in Braubach war ein Verwaltungs- und Gerichtsbezirk, der ursprünglich zur Grafschaft Katzenelnbogen, später zur Landgrafschaft Hessen im Heiligen Römischen Reich und von 1806 bis 1866 als Amt zum Herzogtum Nassau gehörte. Die Ämter hatten neben Verwaltungsaufgaben auch die Niedere Gerichtsbarkeit inne bzw. dienten später als erstinstanzliches Gericht. An ihrer Spitze stand ein vom jeweiligen Herrscher eingesetzter Amtmann.

## Geschichte

### Vorgeschichte
Die Marksburg war seit Beginn des 13. Jahrhunderts Zentrum lokaler Machtausübung. Ein Amt bildete sich jedoch erst später. Die lokale Verwaltung wurde zunächst von Burggrafen und Vögten wahrgenommen. Für 1242–1260 ist ein Hermann als Vogt zu Braubach, 1295 ein Ritter Everhold als Burggraf zu Breubach und 1317 ein Sibodo als Truchseß zu Breubach urkundlich überliefert. 1327 wird erstmals ein Amtmann zu Braubach erwähnt. Allerdings bedeutet das noch nicht, dass sich zu diesem Zeitpunkt bereits feste Amtsstrukturen gebildet hatten.

### Hessen
Mit dem Aussterben der Katzenelnbogener fiel das Amt 1479 an das Haus Hessen. Die Erbteilung von 1567 führte zu einem Kondominium zwischen Hessen-Kassel und Hessen-Darmstadt. In der Folge kam es zu Konflikten um die Rechte am Amt. Diese wurden 1767 in einem Vertrag zwischen Kassel und Darmstadt gelöst, womit das Amt Hessen-Darmstadt zugeordnet war.
Das Amt bestand 1577 aus den Städten Braubach und Rhens sowie den Dörfern Gemmerich und Dachsenhausen und – in Gemeinschaft mit Nassau-Dillenburg – der Hälfte von Bad und Dorf Ems. 1577 wurde das 1567 aufgehobene Nonnenkloster Bärbach bei Katzenelnbogen mit dessen Höfen in Schaufers, Niederwallmenach und Steinsberg Teil des Amtes. Rhens schied 1629 aus, nachdem die Verpfändung erledigt war. Damit bestand das Amt 1629 aus den Gerichten Braubach, Dachsenhausen, Gemmerich und Ems.
1643 verpfändete Landgraf Georg II. das Amt und das Kirchspiel Katzenelnbogen für 40.000 Taler an seinen Bruder Johann. Johann bestellte einen gemeinsamen Amtmann für Eppstein, Breubach und Katzenelnbogen. 1668 bis 1676 war das Amt für 53.000 Gulden an Christian von Boyneburg verpfändet.
1791 erfolgte die Herauslösung des Amtes Katzenelnbogen.
1802 wurde die Hälfte der Vogtei Ems abgetrennt und dem gemeinschaftlichen Amt Nassau zugeteilt.

### Nassau-Usingen und Herzogtum Nassau
Infolge des Reichsdeputationshauptschlusses wurde Nassau-Usingen 1803 als Ersatz für durch Napoleonischen Kriege verlorenen Gebiete unter anderem das Amt Braubach zugeteilt. Es umfasste zu diesem Zeitpunkt die Orte Braubach, Dachsenhausen und Gemmerich, den Höfe Hinterwald, Ober-Falkenborn, Unter-Falkenborn sowie den Dinkholder Mineralbrunnen. Das Amt Braubach unterstand anfangs der Regierung zu Wiesbaden. Auf der Ebene der Ämter blieb zunächst unverändert und entsprach der Einteilung der Vorgängerterritorien.
Im Jahr 1806 entstand unter Druck Napoleons der Rheinbund und besiegelte das Ende des Heiligen Römischen Reiches. Nassau-Usingen und Nassau-Weilburg traten dem Rheinbund bei. Im Gegenzug dafür erhielt Friedrich August, der Älteste des Hauses Nassau, den Titel eines souveränen Herzogs von Nassau. Die beiden Herrscher entschieden, die beiden Territorien unter dem gemeinsamen Namen Herzogtum Nassau zusammenzulegen. In diesem Zuge wurde das Amt Braubach um die benachbarten reichsritterschaftlichen Gebiete erweitert. Ab 1806 war der Amtmann von Braubach gleichzeitig für die Ämter Nievern, Oberlahnstein und das Wellmich zuständig, welche später dem Amt Braubach zugeschlagen wurden. Als Ergebnis dieser Veränderungen bestand das Amt Braubach 1813 aus folgenden Bestandteile:
Kirchspiele: Braubach (Braubach mit 9 Mahl-, 2 Lohmühlen, einer Silber- und Kupferschmelze), Gemmerich, Dachsenhausen (Dachsenhausen mit einer Mühle), Oberlahnstein (Oberlahnstein mit 6 Mühlen), Camp (Camp, Kloster Bornhofen, Lykershausen, Hof Camperhausen, Hof Hassenhof, Hof Steinigen, Filsen), Niederkestert (Prath, Dahlheim, Oberkestert, NiederKestert), Osterspai (Osterspai mit zwei Mühlen und zwei Höfen), Wellmich (Wellmich mit 6 Mühlen, Ehrenthal) und Nievern (Nievern mit 5 Mühlen, Fachbach, Miellen).
Das Herzogtum bestand anfangs aus 63 Ämtern. 1806 bis 1809 wurde eine erste Konsolidierung der mittleren Verwaltungsebene vorgenommen die jetzt aus dem Regierungsbezirk Wiesbaden (mit dem Amt Braubach) und den Regierungsbezirken Ehrenbreitstein und Weilburg bestand. Auf Ebene der Ämter erfolgten bis 1816 eine Reihe von Zusammenlegungen. 1812 gab es noch 48 Ämter. Das Amt Braubach aus zwei getrennten Teilen:den Kirchspielen Braubach, Gemmerich, Dachsenhausen, Oberlahnstein, Camp, Filsen, Niederkestert, Osterspaim Wellmich und Nievern.
Amt Braubach ab 1816
Nach den Befreiungskriegen wurde Deutschland und damit auch Nassau abermals neu geordnet. Im Wiener Kongress wurden 1816 darüber hinaus umfangreiche Gebietstausche mit Preußen und kleinere mit dem Kurfürstentum Hessen und dem Großherzogtum Hessen vereinbart. Danach war das Amt Braubach eines von 28 Ämtern im Herzogtum Nassau, die am 1. Juli 1816 zum Zwecke der lokalen Verwaltung geschaffen wurden. An der Spitze des Amtes stand als örtlicher Statthalter des Herzogs ein Amtmann. Die mittlere Verwaltungsebene der Regierungen wurde abgeschafft. Die Bevölkerung des Amtes Braubach war konfessionell gemischt. 
Zum Amt Braubach gehörten folgende 19 Ortschaften:
- die ehemals Hessen-Darmstädtischen Orte Braubach, Dachsenhausen, Gemmerich, Hinterwald
- die bis zum Jahre 1774 Vierherrischen und danach zur Niedergrafschaft Katzenelnbogen gehörenden Orte Kehlbach, Niederbachheim, Oberbachheim, Winterwerb
- die ehemals Kurmainzische Stadt Oberlahnstein
- die ehemals Kurtrierischen Orte Camp, Bornhofen, Filsen, Lykershausen, Niederlahnstein
- die ehemals reichsritterschaftlichen Orte Fachbach, Nievern, Miellen, Frücht und Osterspai

Der Staats- und Adreß-Handbuch des Herzogthums Nassau 1822/23 gibt folgendes an:
1. Flächen: 34.736 Steuernormalmorgen  (wobei ein Morgen 2500 m² entsprechen), mit 108 Morgen Gebäudestellen, 119 Morgen Gartenland, 9690 Morgen Ackerland, 2377 Morgen Wiesen, 1142 Morgen Weinberge, 10.665 Morgen Hochwald, 8836 Morgen Niederwald, 1112 Morgen Trieschland (abwechselnde 3- bis 5-jährige Acker- und 10- bis 20-jährige Wiesennutzung), Weideplätze etc., 687 Morgen nicht besteuerte Liegenschaften.
2. Gemeinden: 18 Gemeindebezirke bestehend aus 2 Städten, 2 Flecken, 15 Dörfern und 64 Hőfen und Mühlen.
3. Bevölkerung: 9197 Einwohner in 2230 Familien, davon 2766 evangelisch christliche, 6214 Katholiken, 5 Mennoniten und 212 Juden.
4. Viehstand: 157 Pferde, 16 Esel und Maulesel, 3446 Stück Rindvieh, 3112 Schafe, 737 Schweine, 381 Ziegen und 341 Bienenstöcke.
5. Einfacher Jahressteuersatz (Steuersimplus, kann auch mehrfach erhoben werden): 4988 fl. 23 kr.
6. Amtsgemeinden:
  1. Braubach, Stadt: 1257 Einwohner in 349 Familien; „Stadt und Amtssitz mit der Festung Marxburg, Schloß Philippsburg, Kirche zu St. Martin, Silber- und Kupferschmelze, 5 Mahl- und Oelmühlen, 6 Mahlmühlen 3 Lohmühlen, und eine Gipsmühle, der Dinkholder Sauerbrunnen, der Eckarts- und Salzborn.“
  2. Camp, einschließlich Bornhofen, Flecken: 1017 Einwohner in 226. „Die Ruinen Liebenstein, Sternberg; die Kirche das Kloster bei Bornhofen; die Höfe Camperhausen, Hufenhof, Steinigen, Bornhofer Mühle.“
  3. Dachsenhausen: 398 Einwohner in 85 Familien; „Höfe: Oberfalkenborn und Unterfaltenborn, die Bruchhäuser Mühle.“
  4. Fachbach: 274 Einwohner in 64 Familien; „mit der Dielmühle.“
  5. Filsen: 376 Einwohner in 49 Familien;
  6. Frücht: 274 Einwohner in 55 Familien;
  7. Gemmerich: 284 Einwohner in 67 Familien;
  8. Hinterwald: 78 Einwohner in 5 Familien; „mit der Mühle im Zippenhain.“
  9. Kehlbach: 144 Einwohner in 39 Familien.
  10. Lykershausen: 112 Einwohner in 28 Familien.
  11. Mielen: 135 Einwohner in 3 Familien; „mit der 1., 2., 3., 4. und 5 Mahlmühle im Mühlengrund.“
  12. Niederbachheim: 181 Einwohner in 38 Familien; „mit der Oberen Mahl- und Oel-Mühle sowie der unteren Mühle.“
  13. Niederlahnstein, Flecken: 181 Einwohner in 38 Familien; „Hof und Kapelle Zum Allerheiligenberg; Höfe: Höhr oder Mausloch, Raffenberg, Arnstein, Mühle, Eisen-Hütten- und Hammerwerk nebst Mühle zu Hohenrhein.“
  14. Nievern: 391 Einwohner in 87 Familien; „das Nieverner Eisen-Hűtten und Hammerwerk, die Lindenbacher Silberschmelzhütte, das Jägerhaus auf dem Molberskopf, der Hühnerberger Hof, eine Mühle.“
  15. Oberbachheim: 127 Einwohner in 36 Familien.
  16. Oberlahnstein, Stadt: 1449 Einwohner in 362 Familien; „Schloß zu Oberlahnstein, Ruine Lahneck, Höfe: Bieberich, Buchenberg, Buchholz, Dörftheck, Grenzloch oder Welschhof, Kirschbeimersborn, Neuborn oder Heinrichshof, Mainzerhaus, Deutschherrn-Hütte, Wintersberg, Zollgrund, das ehemalige Zollhaus a. d. Lahn. Die Klein-, Weiß-, Wolfs-, Obere- und die beiden Münchs-Mühlen im Forstgrund, Hütten- und Hammerwerk zu Ahl, die kölnischen Löcher, Marienkapelle, Kirche auf dem Spieß, zwei Sauerbrunnen.“
  17. Osterspai: 805 Einwohner in 190 Familien; „mit dem Schlösschen Liebeneck, Höfe: Erlenborn, Dachsborn, Neuborn oder Potasche und Buchelborn, die Gabel- und Metzenmühle.“
  18. Winterwerb: 115 Einwohner in 19 Familien.

Im Jahr 1836 wurde das Amt Braubach wie folgt beschrieben:

„Das Amt Braubach, welches einen Flächenraum von 47.843 Morgen hat, von welcher Zahl 165 Morgen auf Gebäudestellen, 152 Morgen auf Gärten, 13.537 Morgen auf Ackerland, 3.459 Morgen auf Wiesen. 1.618 Morgen auf Weinberge, 26.512 Morgen auf Waldungen, 1.589 Morgen auf Dreschfelder und Waiden und 811 Morgen auf nicht besteuerte Liegenschaften kommen. In den 1.697 Häusern des Amtes wohnen 2.430 Familien oder 10.221 Menschen, unter welchen 3.012 Evangelische, 6.974 Katholiken, 8 Mennoniten und 227 Juden sind.
  Braubach unter 25° 19' Länge und 50° 16' 25" Breite, rechts am Reine und am südwestlichen Fuße des Berges, auf welchem die Marrburg (Markusburg) liegt, kleine Amtsstadt mit dem Schlosse Pilippsburg, einer Kirche. einer Silber- und Kupferschmelze und 18 Mühlen. 3⁄8 Meilen südwärts von hier, ist der schon seit 300 Jahren bekannte dinkholder Mineralbrunnen.
  Kamp oder Camp, unter 25 17° Länge und 50° 13' 45" Breite, rechts am Reine, einst ein römisches Lager, jetzt ein Flecken mit 1.110 Einwohnern. Trümmer Liebenstein und Sternberg
  Niederlahnstein, etwas über 1⁄2 Meile südlich von Koblenz, rechts an der Lahn, welche sich hier mündet, in schöner Gegend, Flecken mit 1.950 Einwohnern.
  Oberlahnstein, 3⁄4 Meilen südwärts von Koblenz, links an der Lahnmündung, gegenüber von Niederlahnstein, Stadt mit einem Schlosse und den Trümmern der Burg Lahneck, 2 Sauerbrunnen und 1.620 Einwohnern.
  Ofterspai, unter 25° 17' Länge und 50° 14' 45" Breite, rechts am Reine, der oberhalb und unterhalb des Ortes eine beträchtliche Biegung macht, Dorf mit dem Schlößchen Liebeneck und 880 Einwohnern.“

Ab 1831 nahm das Amt auch die Funktion eines Rheinzollgerichtes wahr.
Der Staats- und Adreß-Handbuch des Herzogthums Nassau. 1847 gibt folgendes an:
1. Flächengehalt: 47.843 Steuernormalmorgen, nämlich 165 M. Gebäudestellen, 152 M. Gartenland, 13.537 M. Ackerland, 3459 M. Wiesen, 1618 M. Weinberge, 26512 M. Waldungen, 1589 M. Trieschland und Weideplätze etc., 811 M. nicht besteuerte Liegenschaften.
2. Politische Eintheilung: 18 Gemeindebezirke, bestehend aus 2 Städten, 2 Flecken und 14 Ortschaften, mit 26 Höfen und einzelnen Wohnhäusern, 34 Mühlen, 5 Hütten- und Hammerwerken.
3. Bevölkerung: 2682 Familien in 1713 Wohnhäusern und 11.268 Einwohner, nämlich 3283 evangelisch-christliche, 7734 Katholiken, 10 Mennoniten und 241 Juden.
4. Viehbestand: 216 Pferde, 13 Esel und Maulesel, 3566 Stück Rindvieh, 3058 Schafe, 804 Schweine, 957 Ziegen und 230 Bienenstöcke.
5. Gewerbe: 34 Bäder, 5 Bader, 1 Bergwerk, 5 Blechschmiede, 22 Branntweinbrenner, 2 Buchbinder, 1 Drechsler, 1 Eisenhammer, 3 Eisenhütten, 1 Essigsieder, 2 Fabriken, 16 Fischer, 7 Glaser, 1 Graveur, 21 Grobschmiede, 901 Gutsbesitzer, 1 Hutmacher, 1 Kalkbrenner, 22 Klein- und Großhändler, 44 Kleinkrämer, 4 Korbmacher, 20 Küfer, 44 Leinen- und Damastweber, 5 Lohgerber, 20 Mahlmühlen, 29 Maurer, 32 Metzger, 5 Mühlärzte, 6 Musikanten, 12 Nagelschmiede, 6 Oelmühleu, 3 Pflasterer, 18 Pferdeverleiher und Hauderer, 4 Potaschsieder, 2 Sattler, 10 Schieferdecker, 122 Schiffer, 5 Schiffbauer, 9 Schlosser, 39 Schneider, 3 Schön- und Blaufärber, 1 Schornsteinfeger, 34 Schreiner, 53 Schuhmacher, 3 Seifensieder und Lichterzieher, 1 Seiler, 2 Spediteure, 1 Strohdecker, 433 Taglöhner, 7 Tüncher, 12 {Wagner, 427 Weingutsbesitzer, 64 Wirthe, 1 Ziegelbrenner, 11 Zimmerleute etc.
6. Betrag eines Steuersimplums: 6753  fl. 45 kr., nämlich 4077 fl. 29 kr. Grund-, 525 fl. 9 kr. Gebäude- und 2451 fl. 7 kr. Gewerbsteuer.
7. Amtmann: Justizrath Christian Freudenberg.

Nach der Märzrevolution 1848 wurde die Verwaltung neu geordnet. Mit Gesetz vom 4. April 1849 wurden in Nassau Verwaltung und Rechtsprechung auf unterer Ebene getrennt. Die Reform trat zum 1. Juli 1849 in Kraft. Für die Verwaltung wurden 10 Kreisämter gebildet, die Ämter als Justizämter (also Gerichte der ersten Instanz) weitergeführt. Die Verwaltungsaufgaben des Amtes Braubach wurden vom Kreisamt Nassau wahrgenommen, die Rechtsprechung vom Justizamt Braubach. Die Reform wurde jedoch bereits am 1. Oktober 1854 wieder rückgängig gemacht, die Kreise wieder abgeschafft und die vorigen Ämter wiederhergestellt. Allerdings wurden die Bürgermeister weiterhin gewählt und keine Schultheiße mehr eingesetzt.
Kurz vor der Annektierung durch Preußen gibt des Staats- und Adreß-Handbuch des Herzogthums Nassau. 1866 folgendes an:
1. Flächengehalt: 48.784 Morgen, nämlich 204 M. Gebäudestellen, 145 M. Gartenland, 13.790 M. Ackerland, 3479 M. Wiesen, 1390 M. Weinberge, 26.129 M. Waldungen, 1559 M. Trieschland und Weideplätze etc., 2088 M. nicht besteuerte Liegenschaften.
2. Politische Eintheilung: 18 Gemeindebezirke, bestehend aus 2 Städten, 2 Flecken und 14 Ortschaften, mit 28 Höfen und einzelnen Wohnhäusern, 34 Mühlen, 6 Hütten- und Hammerwerken, 5 Blei, Silber und Kupfererzgruben, 3 Eisensteingruben und 2 Dachschiefergruben.
3. Bevölkerung, nach der Zählung am Schlüsse des Jahres 1865: 3673 Familien in 1934 Wohnhäusern, und 14.219 Einwohner, nämlich: 3698 evangelsich-christliche, 10258 Katholiken, 1 Mennonit und 262 Juden.
4. Viehstand: 249 Pferde, 18 Esel, 3192 Stück Rindvieh, 2645 Schaafe, 698 Schweine, 1303 Ziegen und 338 Bienenstöcke.
5. Gewerbe: 52 Bäcker, 6 Bader, I Bierbrauer, 7 Blechschmiede, 2 Buchhändler, 15 Branntweinbrenner, 4 Buchbinder, 1 Cigarrenmacher, 2 Drechsler, 3 Eisenhütten, 1 Eisengießerei, 2 Essigsieder, 6 Fischer, 7 Glaser, 28 Grobschmiede, 905 Gutsbesitzer, 1 Kalkbrenner 42 Klein- und Großhändler, 59 Kleinkrämer, 1 Korbmacher, 21 Küfer, 25 Leineneinen- und Damastweber, 2 Lohgerber, 20 Mahlmüller, 46 Maurer, 2 Mechaniker, 36 Metzger, 18 Musikanten, 15 Nagelschmiede, 6 Oelmüller, 3 Pflasterer, 1 potaschsieder, 5 Sattler, 14 Schieferdecker, 24 Schiffer, 2 Schiffbauer, 16 Schlosser, 27 Schneider, 2 Schön- und Blau-färber, 37 Schreiner, 70 Schuhmacher, 2 Seifensieder und Lichterzieher, 2 Seiler, 17 Spediteure, 660 Taglöhner, 14 Tüncher, 12 Wagner, 373 Weingutsbesitzer, 110 Wirthe, 4 Ziegelbrenner, 9 Zimmerleute etc.
6. Betrag eines Steuersimplums: 7324 fl. 44 kr., nämlich: 4599 fl. 6 kr. Grund- und Gebäudesteuer und 2725 fl. 38 kr. Gewerbsteuer.
7. Amtmann: Justizrath Wilhelm Gödede
8. Amtsortschaften:

| Amtsgemeinde | Fam- ilien | Ein- wohner |
| --- | ---------- | ----------- |
| 1. Braubach, Stadt und Amtssitz, die Festung Marrburg, die Kirche zu St. Martin, Silber- und Kupferschmelze, 11 Mahl-, 4 Oel-, 2 Loh- und 1 Gypsmühle, der Dinkholder Mineralbrunnen, der Eckarts- und Salzborn. | 445        | 167         |
| 2. Camp, einschließl. Bornhofen, Flecken, die Ruinen Liebenstein und Sternberg, die Kirche und das vormalige Kapuzinerkloster bei Bornhofen, die Höfe Camperhausen, Hasenhof, Steiningen, 2 weitere Höfe und die Bornhofer Mühle | 232        | 1346        |
| 3. Dachsenhausen, der Unterfalkenborner Hof und die Bruchhäuser Mühle. | 133        | 508         |
| 4. Fachbach, das Hütten- und Hammerwerk auf der Lahn. | 131        | 617         |
| 5. Filsen | 116        | 473         |
| 6. Frücht, eine Mühle. | 79         | 329         |
| 7. Gemmerich | 110        | 422         |
| 8. Hinterwald, die Mühle im Zippenhain. | 30         | 105         |
| 9. Rehlbach | 49         | 148         |
| 10. Lykershausen | 54         | 192         |
| 11. Miellen, die 5 Mahlmühlen im Mühlengrund. | 61         | 281         |
| 12. Niederbachheim, die obere und untere Mahl- und eine Oelmühle | 55         | 194         |
| 13. Niederlahnstein, Flecken, Hof und Kapelle zum allerheiligenberg, die Johanneskirche, die Höfe Höhr oder Mausloch, Raffenberg und Arnstein, das Eisenhütten und Hammerwerk nebst Mühle zu Hohenrhein. | 663        | 2708        |
| 14. Nievern, die Lindenbacher Silberschmelzhütte, das Jägerhaus auf dem Molbertskopf und der Hühnerbergerhof. | 160        | 700         |
| 15. Oberbachheim | 40         | 135         |
| 16. Oberlahnstein, Stadt, Schloß zu Oberlahnstein, Ruine Lahneck, ein Forsthaus, Höfe: Biebrich, Buchenberg, Buchholz, Dörstheck, Grenzloch oder Welschhof, Kirschheimersborn, Heinrichshof, Mainzerhaus, Deutschherrenhütte, Wintersberg, Zollgrund, das ehemalige Zollhaus an der Lahn, eine Blei-, Silber- und Kupfererzhütte, die Wolfsmühle an der Lahn und die beiden Münchsmühlen im Forstgrund, das Hütten- und Hammerwerk zu Ahr, die hl. Geistkirche, die Marienkapelle, Kirche dem Spieß, zwei Sauerbrunnen. | 940        | 3268        |
| 17. Osterspai, Schlößchen und Hof Liebeneck, Höfe Erlenborn, Dachsborn, Neuborn oder Botasche, mit der Schäferei und Buchelborn, die obere und untere Dintholder Mühle. | 248        | 1004        |
| 18. Winterwerb | 36         | 112         |

### Preußen
Mit der Annexion Nassaus durch Preußen infolge des Deutschen Krieges wurden auch die Ämter in ihrer alten Form aufgelöst und durch Kreise ersetzt. Das Amt Braubach bildete 1867 gemeinsam mit dem Amt Rüdesheim, dem Amt Eltville und dem Amt St. Goarshausen den Rheingaukreis. Erst im Rahmen dieser Neuordnung wurden Verwaltung und Rechtsprechung getrennt. Für die Rechtsprechung in erster Instanz, die bisher durch das Amt vorgenommen worden war, wurden zunächst die richterlichen Beamten in den Ämtern zuständig, bis zum 1. September 1867 das Amtsgericht Braubach sowie das Amtsgericht Niederlahnstein gegründet wurde.
Aber auch nach der Kreisgründung blieb die bisherige Amtsstruktur erhalten. Die Königliche Verordnung vom 22. Februar 1867 regelte: „Die Amtsbezirke als engere Verwaltungsbezirke in ihrer bisherigen Begrenzung bestehen.“ Die ehemaligen Ämter bildeten die drei Bezirke des Kreises. Gemäß § 13 der Kreisverfassung entsendeten die Bezirke, also die ehemaligen Ämter, jeweils sechs Vertreter in den neuen Kreistag. Der Amtmann hatte die Aufsicht über die Ortspolizei und die Organe des Landrates.
Mit der Verwaltungsreform von 1885/1886 wurden die Ämter endgültig aufgelöst.

## Amtmänner
Folgende Amtmänner (mit wechselnden Bezeichnungen) waren in Braubach tätig:
- 1651: Johann Christian von Boyneburg (Amtmann zu Breubach und Eppstein)
- 1653–1657: Johann Friedrich Schütz zu Holzhausen (Amtmann zu Braubach), danach Oberamtmann des Amtes Breubach und der hessen-darmstätisvhen Niedergrafschaft Katzenelnbogen
- 1739–1753: Georg Wilhelm Schulz aus Herborn (Oberamtmann zu Braubach und der Herrschaft Eppstein)
- 1420–1740 war der höchste Beamte im Amt Braubach der Keller, seit 1668 Amtsverweser
- 1740–1761: Georg Wilhelm Schenck aus Darmstadt (Amtmann zugleich Rentmeister zu Braubach)
- 1761–1796: Johann Peter Kekulé aus Darmstadt (Amtmann zugleich Rentmeister zu Braubach)
- 1796: Balthasar Siebert (Amtmann zugleich Rentmeister zu Braubach)
- 1796–1802: Johann Wilhelm Kekulé (Amtmann zugleich Rentmeister zu Braubach)
- 1803–1814: Gottfried Christian Körner (ab hier immer: Amtmann)
- 1814–1820: Wilhelm Gustav Adolph Freiherr von Malapert gen. von Neufville
- 1820–1828: Johann Heinrich Roth
- 1828–1843: Georg Ludwig Forst
- 1843–1848: Christian Philipp Freudenberg
- 1854–1857: August Heinrich Melior
- 1857–1867: Wilhelm Heinrich Viktor Gödecke
- (1867)1868–1879: Adolph Carl Wilhelm Habel
- (1880–1886): Oskar Karl Heinrich Freitag